# Mas Cebrià
El Mas Cebrià és una masia de Serra de Daró (Baix Empordà) inclosa a l'Inventari del Patrimoni Arquitectònic de Catalunya.

## Descripció
Situat al nord del nucli de Sant Iscle, a la plana, el mas Cebrià és un conjunt format per diverses edificacions, d'entre les quals cal esmentar el casal, de planta quadrada, amb obertures rectangulars i teulada a quatre vessants, i la petita capella que té adossada al mur de llevant, molt senzilla, d'època barroca.

## Història
El conjunt va ser bastit en els segles XVII-XVIII en el lloc on anteriorment hi hagué la parròquia i el monestir benedictí de Santa Coloma de Matella, esmentada des del 1123. El monestir hauria estat de monges vingudes de santa Margarida de Vilanera i de sant Joan Salern.